# 服部記義
服部 記義（はっとり きよし、1945年8月5日 - ）は、埼玉県加須市出身の元競輪選手。日本競輪学校（以下、競輪学校）第22期生。

## 来歴
埼玉県立杉戸農業高等学校を経て、日本大学に進んだが1年で中退して競輪学校へ入校。同期には福島正幸、藤巻昇らがいる。
1966年2月10日、大宮競輪場でデビューし2着。
特別競輪（現在のGI）の決勝進出歴は、1974年（6着）、1976年（7着失格）の競輪祭しかないが、記念競輪（現在のGIII）では、判明しているだけでも通算12回の優勝を果たしている。また、1976年の前期には競走得点成績（競走得点率）で第1位となった。
さらに1974年に『服部道場』を開設し、10人以上の弟子の面倒を見ることになったが、その中から、新井正昭（競輪学校31期生）、実弟の雅春（競輪学校36期生）らを輩出した。
2001年12月6日選手登録削除。通算戦績2770戦541勝。